# Ve spárech yakuzy
Ve spárech yakuzy je americko-britsko-japonský film z roku 2000, jehož scénář napsal, hlavní roli si v něm zahrál a zároveň ho i režíroval Takeši Kitano.
Vypráví příběh bývalého člena jakuzy, který musí utéct z Japonska. Nelítostnému zabijákovi se ve Spojených státech podaří zúročit své schopnosti a založit spolu se svými kumpány vlastní úspěšnou zločineckou organizaci. Gang při střetu s konkurencí ale narazí na své limity.
Filmový kritik Elvis Mitchell ve své recenzi pro New York Times chválí způsob, jakým film vykresluje některé vzájemné vztahy členů gangu. Navzdory velkému násilí, které film obsahuje, ho podle něj Kitano pojal jako moralista, který v něm pracuje s tématem karmické odplaty.